# William Christopher
Pour les articles homonymes, voir Christopher (homonymie).
William Christopher est un acteur américain, né le 20 octobre 1932 à Evanston (Illinois) et mort le 31 décembre 2016 à Pasadena (Californie).

## Filmographie
- 1966 : La Grande Combine (The Fortune Cookie) : Intern
- 1967 : The Perils of Pauline : Docteur
- 1968 : La Marine en folie (The Private Navy of Sgt. O'Farrell) : Pvt. Jack Schultz
- 1968 : The Shakiest Gun in the West d'Alan Rafkin : Hotel manager
- 1968 : Il y a un homme dans le lit de maman (With Six You Get Eggroll) d'Howard Morris : Zip (Cloud)
- 1971 : Le Virginien (TV) saison 9 épisode 14 (Nan Allen) : Réceptionniste hôtel
- 1974 : Columbo : Au-delà de la folie (Mind over Mayhem) (série TV) : Scientifique
- 1975 : Hearts of the West, d'Howard Zieff : Bank teller
- 1980 : For the Love of It (TV) : Barton
- 1981 : Les Schtroumpfs ("The Smurfs") (série TV) : Additional Voices (voix)
- 1983 : AfterMASH (série TV) : Father Francis Mulcahy
- 1985 : The Little Troll Prince (TV) : Björn the Gnome (voix)
- 1994 : Heaven Sent : Priest